# Emilia Herrera
Juana Emilia Herrera García (Evitar, Mahates, Bolívar, Colombia, 1932-Barranquilla, 15 de septiembre de 1993), conocida como Emilia Herrera o "La niña Emilia", fue una cantante y compositora de música folclórica de la Costa Caribe colombiana.

## Biografía
Su especialidad fue el bullerengue. Se caracterizó por su voz entre melancólica y alegre, sus uñas de oro y las gafas oscuras que nunca se quitaba.
Al igual que su rival musical Irene Martinez, obtuvo fama y reconocimiento ya avanzada en edad.En el año 2017 como homenaje a su trayectoria musical es homenajeada con sendos tributos, siendo estos una estatua en la plaza del pueblo que la vio nacer Evitar (Bolívar) y, una producción televisiva de nombre "Déjala morir".
Algunos de sus éxitos fueron Coroncoro, Currucuchú, Cundé, cundé cundé, El pájaro picón, Mambaco, Congo e y Periquito con arroz, entre otros.
Grabó un disco con Alfredo Gutiérrez e hizo parte con Irene Martínez del grupo Los Soneros de Gamero.
Murió en Barranquilla como consecuencia de una afección del hígado.